# Eero Hämeenniemi
 (juillet 2014).
Si vous disposez d'ouvrages ou d'articles de référence ou si vous connaissez des sites web de qualité traitant du thème abordé ici, merci de compléter l'article en donnant les références utiles à sa vérifiabilité et en les liant à la section « Notes et références ».
Eero Olavi Hämeenniemi est un compositeur finlandais né le 29 avril 1951 à Valkeakoski (Finlande).

## Biographie
Eero Hämeenniemi a étudié la composition à l'Académie Sibelius avec Paavo Heininen, et obtenu un diplôme en 1978. Il poursuit ses études avec Boguslaw Schäffer à Cracovie, avec Franco Donatoni à Sienne, et avec Joseph Schwantner et Warren Benson à Rochester aux États-Unis.
Hämeenniemi est le fondateur de la Ears Open Society et son président de 1977 à 1979 et de 1981 à 1982. Maître de conférences à l'Académie Sibelius de 1982 à 1992, il continue à y enseigner.
En 1990, Hämeenniemi a reçu le Prix Kalevala, décerné par la Fondation Alfred Kordelin. Son œuvre chorale Nattuvanar a été distinguée par la Tribune internationale des compositeurs de l'UNESCO en 1994. Il s'intéresse par ailleurs  à la culture indienne en particulier. Il écrit aussi régulièrement pour des publications finlandaises.
Il est entre autres l'auteur de plusieurs symphonies, de concertos pour violon, trompette, alto, d'une sonate pour clarinette et piano (1984). 
Eero Hämeenniemi est compositeur en résidence du Tapiola Sinfonietta depuis septembre 2000.